# Goulds dwerglijster
Goulds dwerglijster of de gevlekte dwerglijster (Catharus dryas) is een vogelsoort uit de familie lijsters (Turdidae).

## Verspreiding en leefgebied
Deze soort komt voor van zuidelijk Mexico tot noordelijk Argentinië en telt drie ondersoorten:
- Catharus dryas harrisoni: Oaxaca (zuidwestelijk Mexico).
- Catharus dryas ovandensis: Chiapas (zuidelijk Mexico).
- Catharus dryas dryas: westelijk Guatemala, El Salvador en Honduras.